# Пакула, Йоанна
Йоанна Пакула (пол. Joanna Pacuła, англ. Joanna Pacula; род. 2 января 1957, Томашув-Любельски) — американская актриса польского происхождения. 
Дебютировала в польских фильмах второй половины 1970-х гг., в том числе в известной ленте Кшиштофа Занусси «Защитные цвета» (1977).
В 1981 году во время объявления в Польше чрезвычайного положения оказалась, по стечению обстоятельств, в Париже и отказалась вернуться на родину. Вскоре переехала в США и с 1983 года снимается в американских фильмах (дебют — в ленте «Парк Горького»). Большинство ролей Пакулы — героини европейского или иного неамериканского происхождения. Среди наиболее заметных лент Пакулы — «Побег из Собибора» (1987), «Контракты» (1988), «Помеченный смертью» (1990), «Чернокнижник 2: Армагеддон» (1993), «Тумстоун» (1993), «Молчание ветчины» (1994), «Море дьявола» (1997), «Вирус» (1999).

## Фильмография
| Год       |    | Русское название       | Оригинальное название            | Роль                 |
| --------- | -- | ---------------------- | -------------------------------- | -------------------- |
| 1976      | ф  | Защитные цвета         | Barwy ochronne                   | студентка            |
| 1977      | ф  | Акция под Арсеналом    | Akcja pod Arsenałem              | Дуська Бытнарувна    |
| 1977      | ф  | Не найдёшь покоя       | Nie zaznasz spokoju              | Божена Качмарек      |
| 1980      | ф  | Точки соприкосновения  | Czułe miejsca                    | медсестра            |
| 1983      | ф  | Парк Горького          | Gorky Park                       | Ирина Асанова        |
| 1986      | тф | Перепутье (минисериал) | Crossings                        | Марисса Фреилих      |
| 1987      | тф | Побег из Собибора      | Escape from Sobibor              | Люка                 |
| 1988      | ф  | Контракты              | Options                          | принцесса Николь     |
| 1988      | ф  | Поцелуй                | The Kiss                         | Фелиция Данбар       |
| 1989      | ф  | Отправная точка        | Breaking Point                   | Анна/Диана           |
| 1991      | ф  | Мужья и любовники      | La villa del venerdì             | Алина                |
| 1992      | ф  | Глазами наблюдателя    | Eyes Of The Beholder             | Диана Карлайл        |
| 1992      | ф  | Чёрный лёд             | Black Ice                        | Ванесса              |
| 1993      | ф  | Головоломка из тел     | Body Puzzle                      | Трейси Грант         |
| 1993      | ф  | Тумстоун               | Tombstone                        | Кейт                 |
| 1993      | ф  | Частные уроки          | Private Lessons                  |                      |
| 1994      | ф  | Красные клетки         | Deep Red                         | Моника Квик          |
| 1995      | ф  | Террористы             | Captain Nuke and the Bomber Boys | Бренда Франелли      |
| 1997      | ф  | Море дьявола           | The Haunted Sea                  | 1-й помощник Бергрен |
| 1999      | ф  | Вирус                  | Virus                            | Надя                 |
| 2002—2008 | с  | Детектив Монк          | Monk                             | Лейла Златавич       |
| 2003      | ф  | Страсть убивает        | Айрис                            | Мать Мэтта           |
| 2004      | ф  | Динокрок               | Dinocroc                         | Пола Кеннеди         |
| 2004      | ф  | Московская жара        | Moscow Heat                      | Саша                 |
| 2005      | ф  | Ювелир                 | The Cutter                       | Элизабет Теллер      |
| 2007      | ф  | Когда Ницше плакал     | When Nietzsche Wept              | Матильда Брёйер      |
| 2009      | ф  | Рэйнбоу Шенон          | Shannon's Rainbow                | Эмили                |